# Amerikanisch-samoanische Fußballnationalmannschaft
Die amerikanisch-samoanische Fußballnationalmannschaft ist das Auswahlteam von Amerikanisch-Samoa. Amerikanisch-Samoa mit seiner geringen Einwohnerzahl ist kein eigenständiger Staat, sondern ein US-amerikanisches Außengebiet, hat aber einen eigenen Fußballverband und American Football erfreut sich großer Popularität.
Amerikanisch-Samoa ist Mitglied des Weltfußballverbandes FIFA sowie des Regionalverbandes OFC. Somit nimmt man an den Qualifikationsspielen zu Weltmeisterschaften sowie zur Ozeanienmeisterschaft teil. Bisher ist es der Mannschaft noch nicht gelungen, sich für die Fußball-Weltmeisterschaft zu qualifizieren, auch die Qualifikation zum OFC-Nationen-Pokal gelang bisher noch nicht. Amerikanisch-Samoa zählt zu den schlechtesten Nationalmannschaften der Welt und nimmt stets die hinteren Positionen der FIFA-Weltrangliste ein.
Amerikanisch-Samoa gewann erstmals am 22. November 2011 gegen Tonga ein offizielles FIFA-Match. Der bis dahin einzige Sieg rührt aus einem Spiel gegen Wallis und Futuna im Rahmen der Südpazifikspiele im Jahr 1983, als beide jedoch noch keine Mitglieder der FIFA waren (Wallis und Futuna ist dies bis heute noch nicht).
2014 wurde der Dokumentarfilm Next Goal Wins – Das Spiel ihres Lebens über die Mannschaft veröffentlicht, 2023 wurde ein Spielfilm unter dem Titel Next Goal Wins veröffentlicht.

## Amerikanisch-Samoa bei der Fußball-Weltmeisterschaft
Bei der Fußball-Weltmeisterschaft 2002 nahm Amerikanisch-Samoa erstmals an der Qualifikation zu einem FIFA-Turnier teil. In der ersten Runde der Ozeanien-Zone spielte das Team gegen die Nationalmannschaften aus Australien, Fidschi, Samoa und Tonga. Das Auftaktmatch des Wettbewerbes verlor Amerikanisch-Samoa am 7. April 2001 mit 0:13 gegen Fidschi. Bereits zur Halbzeit lag man 0:8 zurück. Nächster Gegner war Samoa am 9. April. Auch dieses Spiel ging deutlich mit 0:8 verloren. Am 11. April musste man gegen Australien antreten. Das Spiel ging mit 0:31 verloren und war damit die höchste Niederlage einer Nationalmannschaft in der Geschichte des Fußballs. Das letzte Gruppenspiel ging schließlich am 14. April mit 0:5 gegen Tonga verloren. Alle Gruppenspiele wurden in Coffs Harbour im australischen Bundesstaat New South Wales ausgetragen. Letztendlich belegte Amerikanisch-Samoa den letzten Tabellenrang mit vier Niederlagen aus vier Spielen und einer Torbilanz von 0 geschossenen Toren zu 57 Gegentoren.
Die Fußball-Weltmeisterschaft 2006 begann für Amerikanisch-Samoa in der Qualifikation mit einem Spiel gegen Samoa am 10. Mai 2004. Nach 90 Minuten endete die Partie 0:4. Anschließend spielte man gegen Vanuatu am 2. Mai 2004. Am Ende unterlag die Mannschaft deutlich mit 1:9, das einzige Tor erzielte Natia Natia in der 39. Minute. Im dritten Gruppenspiel hieß der Gegner am 15. Mai Fidschi, das Spiel ging mit 0:11 deutlich verloren. Schließlich musste das Team am 17. Mai gegen Papua-Neuguinea antreten. Auch dieses Match verlor man hoch mit 0:10. Alle Spiele fanden im Toleafoa J.S. Blatter Complex in Apia auf Samoa statt. Wie schon bei der Qualifikation zur WM 2002 endete für Amerikanisch-Samoa auch die Qualifikation zur WM 2006 mit dem letzten Gruppenrang und einem Torverhältnis von 1:34.
Bei der Qualifikation zur Fußball-Weltmeisterschaft 2010 in Südafrika schied Amerikanisch-Samoa in einer Gruppe mit den Salomonen, Samoa, Tonga und Vanuatu mit null Punkten und einer Tordifferenz von 1:38 aus vier Spielen aus. Gegen Vanuatu verlor man dabei mit 0:15. Während der Qualifikation für die Fußball-Weltmeisterschaft 2014 sorgte das Team von Amerikanisch-Samoa am 21. November 2011 im Spiel gegen Tonga gleich in zweierlei Hinsicht für Aufsehen: so war der 2:1-Sieg der erste Sieg überhaupt in einem internationalen Bewerbsspiel. Außerdem spielte auf Seiten Amerikanisch-Samoas mit Jaiyah Saelua erstmals in einem offiziellen Qualifikationsmatch der FIFA für eine Fußball-Weltmeisterschaft eine Transgender-Spielerin mit.
In der Qualifikation zur WM 2018 gelangen in der ersten Runde erstmals zwei Siege. Punktgleich mit Samoa und den Cookinseln wurde aber aufgrund der schlechteren Tordifferenz aber nur der zweite Platz belegt und damit die zweite Runde verpasst.
Alle bisher (Stand 4. September 2015) durchgeführten Spiele fanden auswärts oder auf neutralem Platz statt.
Bilanz von Amerikanisch-Samoa in der WM-Qualifikation:
| Datum                          | Ort           | Gegner          | Ergebnis | Torschützen                  |
| ------------------------------ | ------------- | --------------- | -------- | ---------------------------- |
| Fußball-Weltmeisterschaft 2002 |               |                 |          |                              |
| 07.04.2001                     | Coffs Harbour | Fidschi         | 0:13     |                              |
| 09.04.2001                     | Coffs Harbour | Samoa           | 0:8      |                              |
| 11.04.2001                     | Coffs Harbour | Australien      | 0:31     |                              |
| 14.04.2001                     | Coffs Harbour | Tonga           | 0:5      |                              |
| Fußball-Weltmeisterschaft 2006 |               |                 |          |                              |
| 10.05.2004                     | Apia          | Samoa           | 0:4      |                              |
| 12.05.2004                     | Apia          | Vanuatu         | 1:9      | Natia Natia                  |
| 15.05.2004                     | Apia          | Fidschi         | 0:11     |                              |
| 17.05.2004                     | Apia          | Papua-Neuguinea | 0:10     |                              |
| Fußball-Weltmeisterschaft 2010 |               |                 |          |                              |
| 25.08.2007                     | Apia          | Salomonen       | 1:12     | Ramin Ott                    |
| 27.07.2007                     | Apia          | Samoa           | 0:7      |                              |
| 29.08.2007                     | Apia          | Vanuatu         | 0:15     |                              |
| 01.09.2007                     | Apia          | Tonga           | 0:4      |                              |
| Fußball-Weltmeisterschaft 2014 |               |                 |          |                              |
| 22.11.2011                     | Apia          | Tonga           | 2:1      | Ramin Ott, Shalom Luani      |
| 24.11.2011                     | Apia          | Cookinseln      | 1:1      | Shalom Luani                 |
| 26.11.2011                     | Apia          | Samoa           | 0:1      |                              |
| Fußball-Weltmeisterschaft 2018 |               |                 |          |                              |
| 31.08.2015                     | Nukuʻalofa    | Samoa           | 2:3      | Frankie Beauchamp (2)        |
| 02.09.2015                     | Nukuʻalofa    | Tonga           | 2:1      | Justin Manaʻo, Ramin Ott     |
| 04.09.2015                     | Nukuʻalofa    | Cookinseln      | 2:0      | Aliʻi Mitchel, Justin Manaʻo |
| Fußball-Weltmeisterschaft 2022 |               |                 |          |                              |
| nicht teilgenommen             |               |                 |          |                              |
| Fußball-Weltmeisterschaft 2026 |               |                 |          |                              |
| 06.09.2024                     | Apia          | Samoa           | 0:2      |                              |

## Teilnahmen an Fußball-Weltmeisterschaften
Vor 1983 gab es kein Nationalteam.
- 1986 – nicht teilgenommen
- 1990 – nicht teilgenommen
- 1994 – nicht teilgenommen
- 1998 – nicht teilgenommen
- 2002 – nicht qualifiziert
- 2006 – nicht qualifiziert
- 2010 – nicht qualifiziert
- 2014 – nicht qualifiziert
- 2018 – nicht qualifiziert
- 2022 – nicht teilgenommen
- 2026 – nicht qualifiziert

## Teilnahmen am OFC-Nationen-Pokal
- 1996 – Nicht qualifiziert
- 1998 – Nicht qualifiziert
- 2000 – Nicht qualifiziert
- 2002 – Nicht qualifiziert
- 2004 – Nicht qualifiziert
- 2008 – Nicht qualifiziert
- 2012 – Nicht qualifiziert
- 2016 – Nicht qualifiziert
- 2020 – wg. COVID-19-Pandemie abgesagt
- 2024 – nicht teilgenommen

## Teilnahmen an den Südpazifik- und Pazifikspielen
- 1963 – 1979 – nicht teilgenommen
- 1983 – Vorrunde
- 1987 – Vorrunde
- 1991 – 2003 – nicht teilgenommen
- 2007 – Vorrunde
- 2011 – Vorrunde
- 2015 – nicht teilgenommen
- 2019 – Vorrunde
- 2023 – 12. Platz (Letzter)

## Teilnahmen am Polynesien-Cup
Amerikanisch-Samoa nahm an allen drei Austragungen teil, belegte aber jeweils den letzten Platz und verlor alle bisherigen Spiele.
- 1994 – Vierter (von 4 Teilnehmern)
- 1998 – Fünfter (von 5 Teilnehmern)
- 2000 – Fünfter (von 5 Teilnehmern)

## Kader
Zu den Pazifikspielen 2019 vom 7. bis 20. Juli in Apia, Samoa, wurden folgende Spieler berufen:
| Nr. | Pos. | Spieler            | Einsätze | Tore | Verein           |
| --- | ---- | ------------------ | -------- | ---- | ---------------- |
|     | TW   | Nicky Salapu       | 17       | 0    | PanSa East FC    |
|     | TW   | MJ Faoa-Danielson  | 0        | 0    | Vaiala Tongan    |
|     | TW   | Hengihengi Ikuvalu | 0        | 0    | Pago Youth       |
|     | AB   | Uasilaʻa Heleta    | 16       | 0    | Pago Youth       |
|     | AB   | Jaiyah Saelua      | 11       | 0    |                  |
|     | AB   | Ryan Samuelu       | 4        | 0    | Utulei Youth     |
|     | AB   | Palauni Tapusoa    | 0        | 0    | Pago Youth       |
|     | AB   | Ueli Tualaulelei   | 0        | 0    | Pago Youth       |
|     | AB   | Tuaki Latu         | 0        | 0    | Vaiala Tongan    |
|     | AB   | Walter Pati        | 0        | 0    | Pago Youth       |
|     | AB   | Matthew Tagaʻi     | 0        | 0    | Ilaoa & To’omata |
|     | MF   | Puni Samuelu       | 0        | 0    | Pago Youth       |
|     | MF   | Takai Pouli        | 0        | 0    | Vaiala Tongan    |
|     | MF   | Kuresa Tagaʻi      | 0        | 0    | Ilaoa & To’omata |
|     | MF   | Roy Ledoux         | 0        | 0    | Pago Youth       |
|     | MF   | Milo Tiatia        | 0        | 0    | Pago Youth       |
|     | MF   | Mark Tagaʻi        | 0        | 0    | Ilaoa & To’omata |
|     | ST   | Chris Faamoana     | 0        | 0    | Pago Youth       |
|     | ST   | Austin Kaelopa     | 0        | 0    | Utulei Youth     |
|     | ST   | Junior Teoni       | 0        | 0    |                  |
|     | ST   | King Moe           | 0        | 0    |                  |

Spiele und Tore aktualisiert am 1. Juli 2019.

## Trainer
- Anthony „Tony“ Langkilde (2001)
- Tunoa Lui (2001–2002)
- Ian Crook (2004)
- Nathan Mease (2007)
- David Brand (2007–2011)
- Iofi „Avele“ Lalogafuafua (2011)
- Thomas Rongen (2011)
- Uinifareti Aliva (2012)
- Larry Manaʻo (2015)
- Tunoa Lui (seit 2019)